# Элендиль
Эле́ндиль (англ. Elendil) — персонаж в легендариуме Толкина, сын Амандиля, последнего властителя Андуниэ, родоначальник нуменорских королевских династий Средиземья. С сыновьями Исильдуром и Анарионом спасся после гибели Нуменора и основал в Средиземье нуменорские королевства в изгнании, став первым Верховным королём Арнора и Гондора. Вместе с эльфийским королём Гил-Галадом погиб в поединке с Сауроном у подножия Ородруина во время Войны Последнего союза.
Родич короля Ар-Фаразона. Потомок Эльроса, сына Эарендиля и Эльвинг, по женской линии: род князей Андуниэ восходит к Валандилю, сыну королевы Сильмариэн (р. 521 г. В.Э.), старшей дочери Тар-Элендиля (350—751 В.Э.), четвертого короля Нуменора.

## Этимология имени
Имя Элендиль в переводе с квэнья означает «Любящий звёзды», а также «Друг эльфов» (кв.). Формы имени на языке нуменорцев адунаик — Нимрузир (вариант — Нимрузан), от адун. Nimri, «Сияющие», то есть эльдар. «Осовремененная» форма на древнеанглийском языке — Эллендел.
В тексте «Кирион и Эорл» сказано, что после Элендиля, первого короля Изгнанников, уже никто не осмеливался носить это имя. В черновиках «Властелина колец» имя Элендиль порой подменяется именами Валандил и Орендил.

## Личность и биография
Элендиль прозывался Высоким, поскольку был почти на полранги выше человеческого роста (то есть приблизительно 241 сантиметр, исходя из того, что две ранги, «человеческий рост», около 193 сантиметров): он считался самым высоким из тех, кто спасся во время Падения Нуменора. Также прозывался «Верный», или «Воронда» (кв.) (букв. «верность», «стойкость»), а также «Прекрасный».
Говорится также, что Элендилю был отпущен очень долгий срок жизни (на момент гибели Нуменора ему было 200 лет; всего он прожил 322 года и погиб в расцвете сил).
В Нуменоре прославился как великий капитан. Стоял во главе Верных Нуменора — подпольного «сопротивления» влиянию Саурона при нуменорском дворе.
После отплытия своего отца Амандиля на Запад по его совету подготовил корабли на восточном побережье острова, в гавани Роменна, на случай вынужденного бегства. Отказался повиноваться приказу Ар-Фаразона и присоединиться к его эскадре; уклонившись от наёмников Саурона, отосланных схватить его и предать огню в Храме Мелькора, поднялся на борт корабля и встал на якоре в отдалении от берега. Таким образом Элендиль вместе с сыновьями Исильдуром и Анарионом и прочими Верными спаслись при Низвержении Нуменора (3319 г. В.Э.) и бежали в Средиземье. Под личным командованием Элендиля находились 4 корабля из девяти.
Корабли Элендиля отнесло в Линдон, где эльфийский правитель Гиль-галад оказал ему помощь; позже Элендиль поднялся вверх по реке Лун и основал за Эред Луин Северное королевство, одно из двух королевств в изгнании; народ его расселился в Эриадоре по берегам рек Лун и Барандуин. Главным городом Северного Королевства стал Аннуминас на берегу озера Ненуиал; нуменорцы поселились также в Форносте на Северных холмах, в Кардолане, в холмах Рудаура, а также возвели башни на Эмин Берайд (говорится также, что башни Эмин Берайд построили не нуменорцы, но Гиль-галад для своего друга Элендиля) и на холме Амон Сул. Элендиль стал Верховным королём и обосновался в Аннуминасе; Южным королевством правили его сыновья.
В ведении Элендиля находились три из семи привезённых с Острова палантиров (и по два получили Исилдур с Анарионом): изначально Камни были дарованы Амандилу, отцу Элендиля, эльфами, и являлись неотъемлемой собственностью его наследников. Эти палантиры Элендиль поместил в башнях на Эмин Берайд, на Амон Сул, и в Аннуминасе.

## Последний союз и гибель Элендиля
В 3429 году Второй эпохи Саурон атаковал Гондор и захватил Минас Итиль; Исильдур отправился к отцу за помощью.
Гиль-галад и Элендиль сошлись на совет, заключили союз, названный Последним союзом, и собрали огромное войско эльфов и людей (3430 г.). Говорили, что Элендиль ожидал подхода войск Гиль-галада с Запада, стоя на вершине сторожевой башни Амон Сул. В 3431 г. войска двинулись к Имладрису, где немного задержались. Затем Элендиль и Гиль-галад пересекли Туманные горы, спустились вниз вдоль течения Андуина, вышли к ратному полю Дагорлад и перед вратами Мордора вступили в битву с войсками Саурона (3434 г.).
В многодневной и жестокой битве воинство Гиль-галада и Элендиля одержало победу, и они вместе вошли в Мордор и осадили Барад-Дур. В ходе тяжёлой осады крепости Саурона был убит младший сын Элендиля, Анарион. В конце концов кольцо осады стянулось так, что Саурон был вынужден сам выйти на бой. Элендиль и Гиль-галад одолели Саурона в последнем бою на склонах Ородруина (при Элендиле был его сын Исильдур), хотя и сами погибли в том бою, а меч Элендиля Нарсил был сломан (3441 г. В.Э.).
После гибели Элендиля ему наследовал Исильдур, его старший сын: он стал королём Арнора и верховным правителем Северного и Южного Королевств дунэдайн.
Из потомков Элендиля более прочих на него походил его внук Элендур, старший сын Исильдура. Потомки Элендиля перечисляются в тексте «Наследники Элендиля»; там же приводятся даты их жизни.
Как знак королевской власти в Северном Королевстве Элендиль утвердил Элендилмир (называемый также Звездой Элендиля и Звездой Севера) — эльфийский диамант на мифриловой ленте, передававшийся в роду князей Андуниэ по наследству от Сильмариэнь до Элендиля. Герб дома Элендиля — Белое Древо, Семь Звёзд и высокая корона над ними: под этим знаменем Арагорн шёл на Пеленнорскую битву. С домом Элендиля ассоциируются также меч Андурил, Пламя Запада (это имя получил после перековки Нарсил). В роду владык Андуниэ хранилось кольцо Барахира (отданное Тар-Элендилем его дочери Сильмариэн).
Авторству Элендиля принадлежит повесть о Падении Нуменора, где также говорится о деяниях Ар-Фаразона, его величии и безумии (Аккалабет); эта рукопись хранилась в Гондоре. Упоминается также, что история Алдариона и Эрендис («Жена морехода») сохранилась благодаря тому, что представляла интерес для Элендиля.
Гробница Элендиля находилась на вершине холма Благоговения, Амон Анвар, в Шепчущем лесу, и представляла собою невысокий курган, поросший белыми цветами альфирина: в траве перед ним лежал чёрный камень с выбитыми на нем тремя знаками: ламбе, андо, ламбе (Л-НД-Л, имя Элендиля без обозначения гласных). Эти знаки он использовал как личный знак и надпись на печатях. Исильдур вместе с Менельдилом и несколькими спутниками проложили тропу к холму, построили каменную лестницу, выровняли площадку на вершине, возвели курган, внутрь которого Исильдур положил привезённый с собой ларец. Это место хранилось в тайне: восходить по лестнице дозволялось только королю и тем, кого он приведёт с собой. Сюда короли приводили достигшего совершеннолетия наследника, рассказывали ему о создании святыни и посвящали в дела королевства. У гробницы Элендиля была принесена Клятва Кириона, наместника Гондора, и Эорла Юного, короля рохиррим (2510 Т.Э.). Поскольку на тот момент холм находился уже не в центре Южного королевства, а на границе с другим государством, Кирион увёз ларец с прахом Элендиля в Усыпальницы в Минас Тирите. Впоследствии на этом же месте король Элессар подтвердил завет с королём рохиррим, Эомером.
Известно, что в Минас Тирите, в чертогах Денетора находились скульптурные изображения Элендиля и его сына Исильдура. Гигантские изображения его сыновей — Столпы Аргоната — были воздвигнуты на берегах Андуина перед островом Тол Брандир.
Имя «Элендиль» было боевым кличем Арагорна, а «Наследник Элендиля» — одним из его титулов.

## Образ Элендиля в адаптациях

Ллойд Оуэн в роли Элендиля в сериале «Властелин колец: Кольца власти»

В фильме Питера Джексона «Властелин колец: Братство кольца» роль Элендиля исполнил актёр Питер Маккензи. Он появляется в прологе во время схватки с Сауроном, которая отличается от той, что была в книге «Властелине колец». В книге Элендилю и Гиль-галаду удаётся уничтожить телесную форму Саурона, при этом Саурон смертельно ранит их. Именно тогда Исильдур отрубает палец Саурона, чтобы забрать у него Единое кольцо. В фильме Саурон убивает Элендиля и Гиль-галада, а его телесная форма уничтожается Исильдуром, когда тот отрубает Саурону палец с кольцом.
В сериале «Властелин колец: Кольца власти» роль Элендиля исполняет Ллойд Оуэн. В телесериале Элендиль представлен как капитан из знатного нуменорского рода. Он вдовец, у которого трое взрослых детей: сыновья Исильдур и Анарион, а также дочь Эариен, которая была придумана создателями сериала и отсутствует в легендариуме Толкина.

## Критика
Литературовед Николас Бернс отметил, что Элендиль пережил падение Нуменора, событие, которое напоминает как Атлантиду Платона, так и библейское грехопадение человека; также он провёл параллель с библейским Ноем. Бернс заметил, что в Средиземье есть мифы, подобные Сотворению мира и Всемирному потопу, но отсутствует миф о грехопадении человека. Он предположил, что Толкину, как католику, возможно, было удобнее работать с силами природы, как в мифе о Сотворении мира и Всемирном потопе, но он предпочёл отказаться от мифа о грехопадении человека. По его мнению, Сотворение мира и Всемирный потоп встречаются в дохристианских сказаниях Ближнего Востока, например, в Эпосе о Гильгамеше и Энума элиш.
Антиковед Дж. К. Ньюман сравнил миф о победе Элендиля и его сына Исильдура над Сауроном и захватом Кольца с захватом Ясоном Золотого руна. В обоих случаях победители получают золотой приз; в обоих случаях возникают трагические последствия — Исильдура предают, а Кольцо теряется, что приводит к Войне Кольца и путешествию Фродо; Медея убивает детей Ясона.